# Улица Седова (Иркутск)
У́лица Седо́ва — улица в Октябрьском округе города Иркутска.

## Расположение
Улица Седова расположена в историческом центре города. Начинается от пересечения улиц Тимирязева и Ленина, на начальном отрезке примыкает к 130-му кварталу. Заканчивается на пересечении с Байкальской улицей. Протяжённость улицы составляет 2007 метров. Пересекается с 14 улицами:
- Улица 25 Октября;
- Улица 4-я Советская;
- Улица 6-я Советская;
- Улица Байкальская;
- Улица Кожова;
- Улица Коммунаров;
- Улица Красных Мадьяр;
- Улица Лебедева-Кумача;
- Улица Ленина;
- Улица Огарёва;
- Улица Пискунова;
- Улица Провиантская;
- Улица Тимирязева;
- Улица Трилиссера.

## Этимология
Современное название — Седова — в честь русского полярного исследователя и гидрографа Седова Георгия Яковлевича. Название Летне-Байкальская (Верхне-Байкальская) происходит из-за того, что раньше улица использовалась как летний путь до Байкала. Название Верхне-Амурская (Средне-Амурская) происходит после того, как в 1858 г. генерал-губернатор подписал с Китаем Айгунский договор, по которому граница между странами должна проходить по Амуру. Благодаря данному договору губернатор получил графский титул и уважение иркутян, которые в свою очередь решили отблагодарить его и установить на въезде города со стороны Байкала Амурские ворота, через которые должен был проехать Н. Н. Муравьев. Соответственно, после данных событий улицы Верхне-Байкальскую и Нижне-Байкальскую переименовали в Нижне-Амурскую и Верхне-Амурскую. Официальное название «Средне-Амурская» улице было дано в 1899 году в период составления нового проектного плана. В советское время улица Средне-Амурская была переименована в улицу Ленина.

## Достопримечательности и значимые здания
- Церковь Воздвижения Честного и Животворящего Креста Господня (Крестовоздвиженская церковь) — один из старейших православных храмов Иркутска.[2][3]

- Дом музыки Дениса Мацуева.

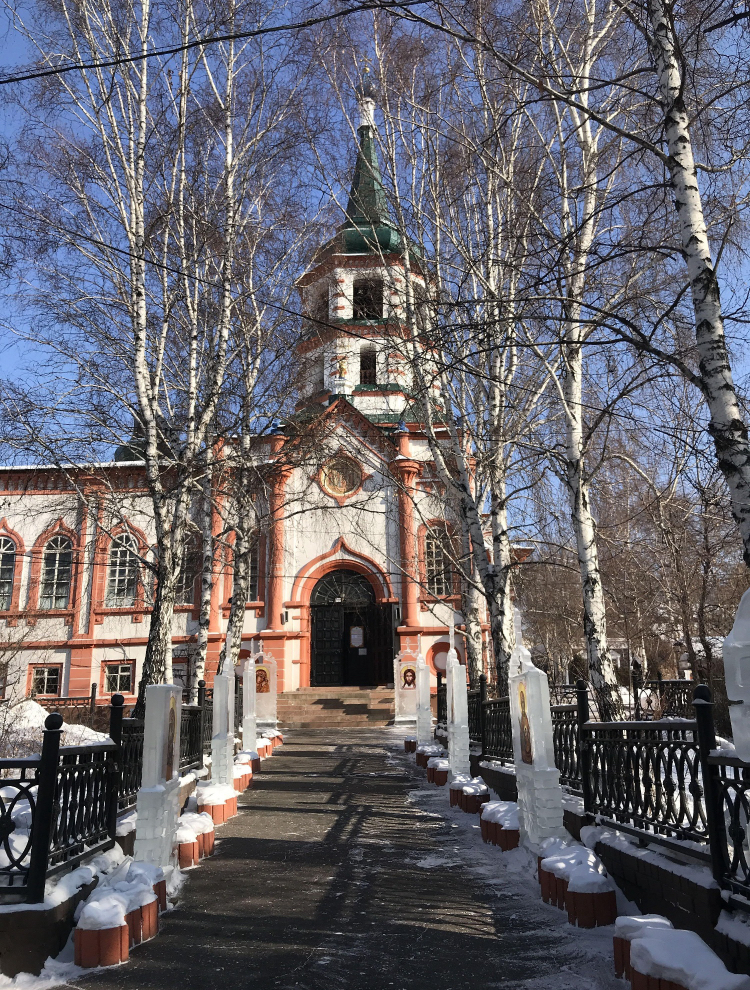
Церковь воздвижения честного и животворящего креста Господня

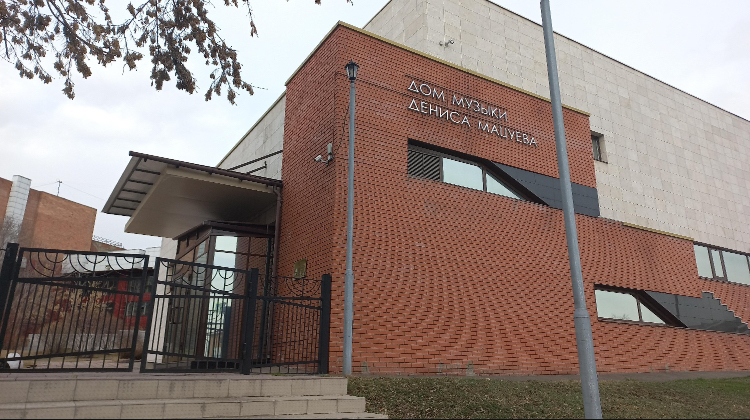
Дом музыки им. Дениса Мацуева.

- Иркутский областной музыкальный театр им. Н. М. Загурского.[4][5]

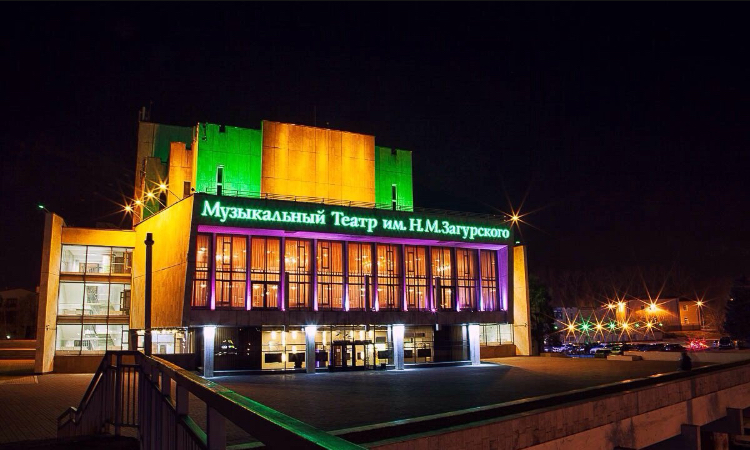
Иркутский областной музыкальный театр им. Н. М. Загурского

- Министерство культуры Иркутской области.

- Дом жилой в усадьбе Колика.

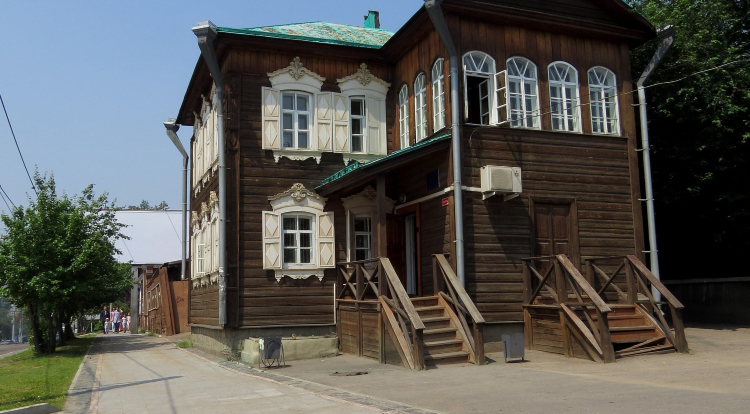
Министерство культуры Иркутской области

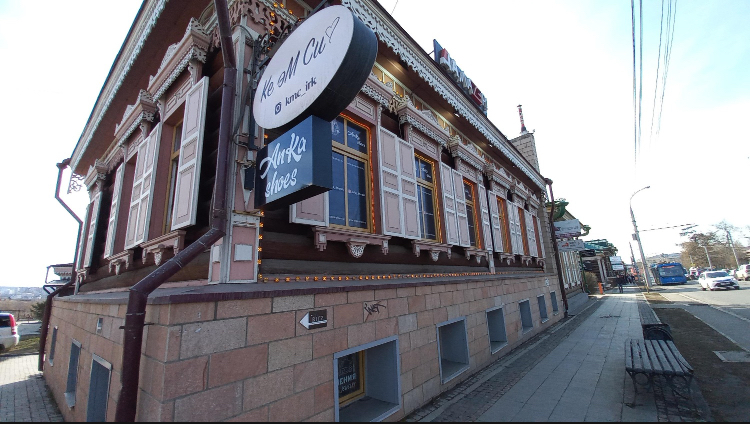
Дом жилой в усадьбе Колика

- На пересечении улиц Седова и 25 Октября установлена стела «Октябрьский округ».[6][7]. Высота арт-объекта составляет восемь метров. На нем размещены надпись и схема города, циферблат. Стела выполнена из металлокаркаса, обшитого панелями, и установлена на бетонный фундамент. Вокруг уложена плитка, обустроен газон. Также предусмотрена подсветка.[8]

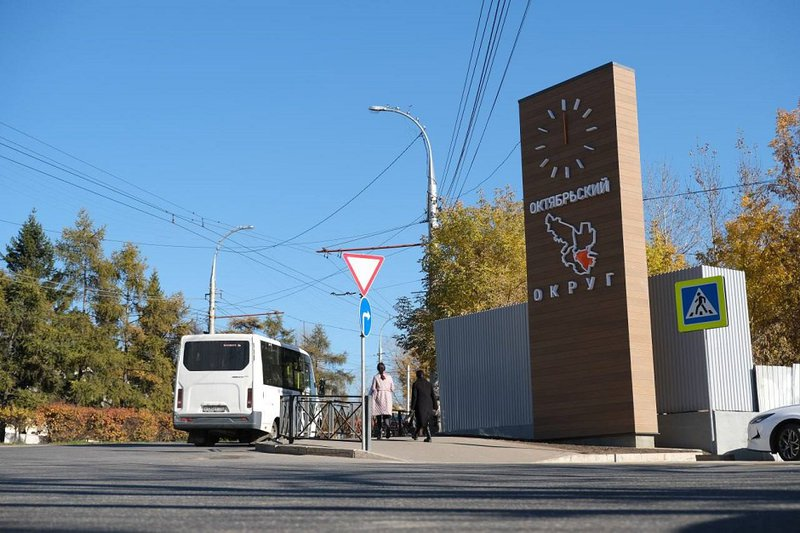
Стела «Октябрьский округ»

Также на улице расположено множество объектов культурного наследия.
Некоторые из них:
- Доходный дом Готлибова
- Дом с лавкой Котельникова
- Особняк Черных
- Усадьба Синцова: дом жилой, флигель
- Особняк Яницкого
- Дом с лавкой Ермакова
- Дом Иващенко
- Усадьба Дронова: дом жилой, амбар
- Флигель в усадьбе Окунева
- Усадьба: дом Паисова, особняк Мякинина

## Общественный транспорт
На улице имеются 2 остановки общественного транспорта. Осуществляется движение автобусов, троллейбусов и маршрутных такси.

### Остановка Музыкальный театр

#### Троллейбусы
- № 3 (Лодочная — Фортуна)
- № 4 (Сквер им. Кирова — Аэропорт)
- № 5 (Сквер им. Кирова — Маршала Конева)
- № 7 (Сквер им. Кирова — Первомайский микрорайон)
- № 8 (Сквер им. Кирова — Юбилейный микрорайон)
- № 777 (Сквер им. Кирова — ТСН Мечта)

#### Автобусы
- № 11 (Чайковского — Бульвар Постышева)

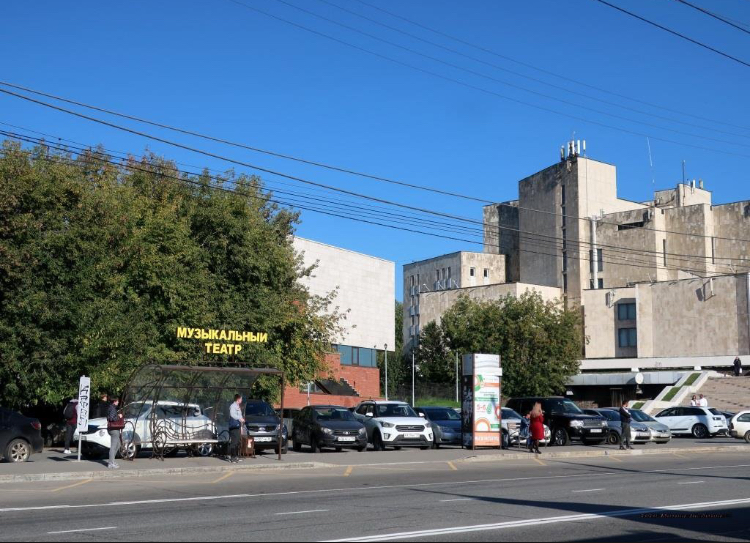
Остановка Музыкальный театр

### Остановка 4-я Советская

#### Троллейбусы
- № 5 (Сквер им. Кирова — Маршала Конева)

#### Автобусы
- № 11 (Чайковского — Бульвар Постышева)
- № 22 (Первомайский — Первомайский)
- № 456 (Маркова — Центральный рынок)

#### Маршрутные такси
- № 4 (Гуманитарный центр — Гуманитарный центр)
- № 11к (Бульвар Постышева — Центральный рынок)
- № 83 (Радужный микрорайон — Центральный рынок)
- № 419 (Центральный рынок — ЖК Сокол)

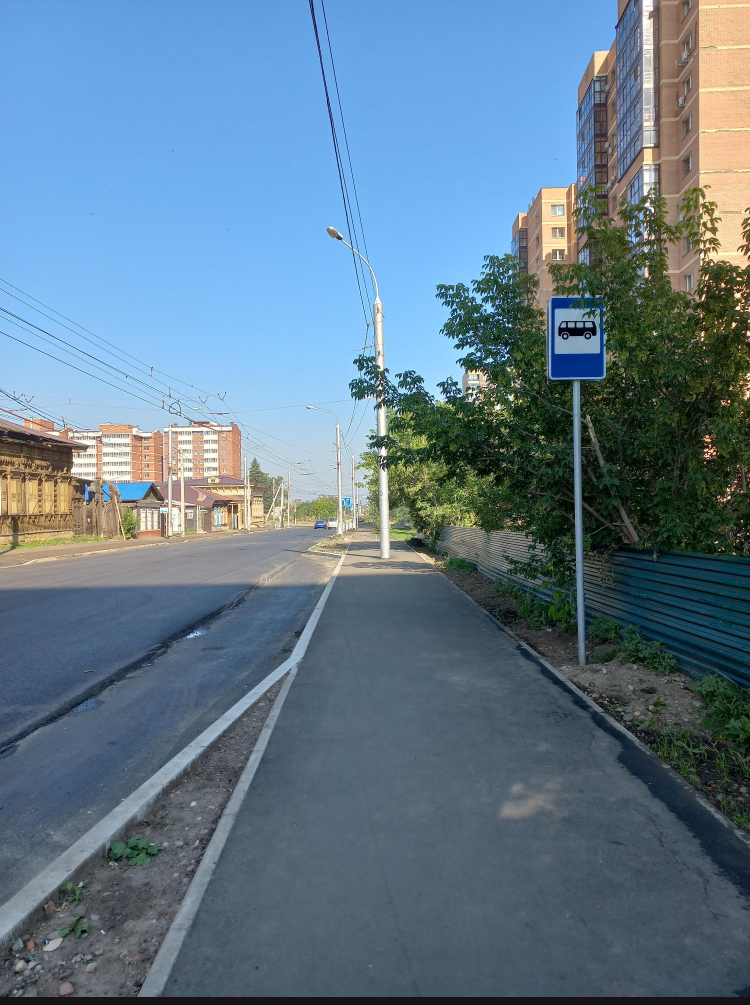
Остановка 4-я Советская

## История
Улица находится рядом со 130-м кварталом, который расположен на крутом склоне Крестовоздвиженской горы, название которой происходит от креста, установленного в её начале. Позже, в 1717 году на этих землях будет воздвигнута Крестовоздвиженская церковь. Улица Седова (ранее — Верхне-Байкальская) имеет географическую основу, обозначая восточное транспортное направление из Иркутска в сторону Байкала. Сначала возникла улица Нижне-Байкальская (ныне — улица 3-го Июля), которая во временем стала использоваться только для зимнего движения, выходя на лёд Ангары. В конце ХVIII в. был проложен более короткий летний проезд на Байкал, который начинался от Заморской заставы, шёл мимо Крестовоздвиженской церкви и и далее уходил по заросшей лесом горе в сторону Байкала. Улица, формируемая вдоль этого пути, получила название Верхне-Байкальская. В 1858 году генералом-губернатором Н. Н. Муравьевым был заключён Айгунский мирный договор с Китаем, по которому граница между странами должна проходить по Амуру. После чего на въезде в город со стороны Байкала были установлены Амурские ворота, а улицы Верхе- и Нижне-Байкальская были переименованы в Верхне- и Нижне-Амурскую. В 1920 году Амурские ворота были снесены по причине их ветхости. 5 ноября 1920 исполнительный комитет Иркутского городского совета рабочих и красноармейских депутатов принял решение переименовать улицы Амурскую и Средне-Амурскую в улицу Ленина.